# يوم الجمعة الثالث عشر (فلم 1980)
يوم الجمعة الثالث عشر (بالإنجليزية: Friday the 13th) هو فيلم رعب تم إنتاجه في الولايات المتحدة وصدر في سنة 1980. الفيلم من إخراج شون كونينغهام من بطولة كيفين بيكن.

## طاقم الممثلين
- أدريان كينج في دور أليس
- هاري كروسبي في دور بيل
- جينين تايلور في دور مارسي
- لوري بارترام بدور بريندا
- كيفين بيكن في دور جاك
- مارك نيلسون مثل نيد
- روبي مورغان في دور آني
- بيتر بروير في دور ستيف كريستي
- ريكس إيفرهارت في دور سائق الشاحنة
- رون كارول في دور الرقيب. تيرني
- والت جورني في دور المجنون رالف
- ويلي آدامز في دور باري
- ديبرا س.هايز في دور كلوديت
- سالي آن غولدن بدور ساندي
- بيتسي بالمر في دور السيدة فورهيس
- آري ليمان بدور جايسون

## الميزانية والإيرادات
بلغت تكلفة إنتاج الفيلم حوالي 550000 دولار بينما حقق إيرادات تقدر بـ 59.8 مليون دولار.

## وصلات خارجية
- يوم الجمعة الثالث عشر على موقع IMDb (الإنجليزية)
- يوم الجمعة الثالث عشر على موقع ميتاكريتيك (الإنجليزية)
- يوم الجمعة الثالث عشر على موقع روتن توميتوز (الإنجليزية)
- يوم الجمعة الثالث عشر على موقع نتفليكس (الإنجليزية)
- يوم الجمعة الثالث عشر على موقع ألو سيني (الفرنسية)
- يوم الجمعة الثالث عشر على موقع Turner Classic Movies (الإنجليزية)
- يوم الجمعة الثالث عشر على موقع أول موفي (الإنجليزية)
- يوم الجمعة الثالث عشر على موقع بوكس أوفيس موجو (الإنجليزية)
- يوم الجمعة الثالث عشر على موقع فيلمافينيتي (الإسبانية)
- يوم الجمعة الثالث عشر على موقع قاعدة بيانات الأفلام السويدية (السويدية)